# Kenny Johnson
Kenneth Allen "Kenny" Johnson (New Haven, Connecticut, 13 de julio de 1963) pero creció en Vermont es un actor, productor y modelo estadounidense, reconocido por sus roles del detective Curtis Lemansky en The Shield, Butch "Burner" Barnes en Pensacola: Wings of Gold, el detective Ham Dewey en Saving Grace, Herman Kozik en Sons of Anarchy, Matt Webb en Prime Suspect y Caleb Calhoun en Bates Motel. Johnson actualmente interpreta a Dominic Luca en la serie de la CBS S.W.A.T.
Ex campeón de pulseada, Johnson es también un excelente deportista en numerosas disciplinas como motociclismo, golf, equitación y ski, entre otras. Fue jugador de fútbol universitario mientras estudiaba en la Central Connecticut University.
Comenzó su carrera como modelo y haciendo comerciales. Protagonizó uno de los primeros spots de L.A. Gear y apareció en un comercial de la marca Pringles, junto a un entonces desconocido actor llamado Brad Pitt.
Su primer trabajo profesional fue en el thriller de terror de 1990, "Mirage" y en el drama romántico del mismo año "Lambada, el baile prohibido". A partir de entonces a participado de filmes como "Major League: Back to the Minors" (1998); "Blade" (1998); "Inhumano" (2007) o "I Heard the Mermaids Singing" (2008).
Johnson ha desarrollado su carrera principalmente en la televisión. Actualmente interpreta a Ham Dewey en "Saving Grace"; pero es también conocido por sus papeles del Detective Curtis Lemansky en "The Shield", de Joseph Shaw en "Caso abierto (Cold Case)" o del Teniente Butch 'Burner'Barnes  en "Pensacola: Wings of Gold". Ha sido también artista invitado en otras numerosas series como "NCIS: Los Angeles", "Sons of Anarchy", "CSI: Crime Scene Investigation", "Smallville", "Just Shoot Me!" o "Pacific Blue", entre otras.
En su vida personal, Kenny contrajo matrimonio con la actriz Cathleen Oveson, en diciembre de 2005.
La carrera de Kenny Johnson como actor tuvo un comienzo difícil. Su dislexia fue un obstáculo a la hora de leer guiones y tomar clases de actuación. Hoy en día, Kenny es un exitoso actor que usa muchas estrategias para manejar sus dificultades con la lectura.

## Filmografía

### Cine
| Año  | Título                                                 | Rol           | Notas                   |
| ---- | ------------------------------------------------------ | ------------- | ----------------------- |
| 1990 | The Forbidden Dance                                    | Dave          |                         |
| 1990 | Mirage                                                 | Greg          |                         |
| 1995 | Bushwhacked                                            | Patrullero    |                         |
| 1998 | Major League: Back to the Minors                       | Lance Pere    |                         |
| 1998 | Blade                                                  | Dennis        |                         |
| 2001 | Under Heavy Fire                                       | Jimmy Joe     |                         |
| 2006 | Zzyzx                                                  | Lou           |                         |
| 2007 | The Ungodly                                            | Murphy        |                         |
| 2008 | I Heard the Mermaids Singing                           | Al            | Corto, también director |
| 2011 | Few Options                                            | Frank Connor  | También coproductor     |
| 2013 | Timmy Muldoon and the Search for the Shadoweyes Bandit | Lenny         | Corto                   |
| 2015 | Solace                                                 | David Raymond |                         |
| 2015 | Blue                                                   | David Murphy  |                         |
| 2016 | Run the Tide                                           | Bo            |                         |
| 2017 | Check Point                                            | Roy Boyle     | También productor       |

### Televisión
| Año           | Título                            | Rol                       | Notas                                                   |
| ------------- | --------------------------------- | ------------------------- | ------------------------------------------------------- |
| 1992          | Red Shoe Diaries                  | Tracer                    | 2 episodios                                             |
| 1993          | The Webbers                       | Chuck                     | Película para TV                                        |
| 1993          | Family Matters                    | Mesero                    | Episodio: "Walk on the Wild Side"                       |
| 1994          | Grace Under Fire                  | Skip                      |                                                         |
| 1994          | Something Wilder                  | Chad                      | Episodio: "Love Native American Style"                  |
| 1996          | Pacific Blue                      | Deke                      | Episodio: "Over the Edge"                               |
| 1996          | Caroline in the City              | Blair                     | Episodio: "Caroline and the Ex-Wife"                    |
| 1996          | The Big Easy                      | George Stodermayer        | Episodio: "Stodermayer"                                 |
| 1996          | Sliders                           | Slain Skater              | Episodio: "The Dream Masters"                           |
| 1996          | The Burning Zone                  | Dr. Jake Lietman          | Episodio: "Blood Covenant"                              |
| 1997          | Sins of the Mind                  | Anders                    | Piloto                                                  |
| 1999          | Just Shoot Me                     | Brian McDonald            | Episodio: "The Odd Couple (Part 2)"                     |
| 1999          | Ryan Caulfield: Year One          | Detective Billy Zabo      | Episodio: "A Night at the Gashole"                      |
| 1998–2000     | Pensacola: Wings of Gold          | Butch "Burner" Barnes     | 27 episodios                                            |
| 2001          | The Huntress                      | Kevin Styles              | 2 episodios                                             |
| 2001          | 18 Wheels of Justice              | Sonny                     | Episodio: "Crossing the Line"                           |
| 2002–2006     | The Shield                        | Detective Curtis Lemansky | 66 episodios                                            |
| 2002          | One on One                        | Brandon                   | Episodio: "The Way You Make Me Feel"                    |
| 2003          | Boomtown                          | Robert "Bobby" Cherry     | Episodio: "Haystack"                                    |
| 2005          | Smallville                        | Tommy Lee                 | Episodio: "Mortal"                                      |
| 2006          | Desolation Canyon                 | Press Reynolds            | Película para TV                                        |
| 2006          | CSI: Crime Scene Investigation    | Randy Bolen               | Episodio: "Time of Your Death"                          |
| 2006          | Aquaman                           | Sheriff                   | Piloto                                                  |
| 2006          | Cold Case                         | Joseph Shaw               | 5 episodios                                             |
| 2007–2010     | Saving Grace                      | Detective Ham Dewey       | 46 episodios                                            |
| 2009–2011     | Sons of Anarchy                   | Herman Kozik              | 12 episodios                                            |
| 2010          | NCIS: Los Angeles                 | Tommy Boyd                | Episodio: "Past Lives"                                  |
| 2010          | Lie to Me                         | Malcolm Hessler           | Episodio: "Pied Piper"                                  |
| 2011–2012     | Prime Suspect                     | Matt Webb                 | 13 episodios                                            |
| 2011          | Law & Order: Special Victims Unit | Detective Sean Riggs      | Episodio: "Dirty"                                       |
| 2011          | The Protector                     | Detective Cummings        | Episodio: "Help"                                        |
| 2012          | The Mentalist                     | Greg Marshall             | Episodio: "So Long, and Thanks for All the Red Snapper" |
| 2012          | Burn Notice                       | Tyler Gray                | 3 episodios                                             |
| 2013          | Dexter                            | Max Clayton               | 3 episodios                                             |
| 2014–2017     | Bates Motel                       | Caleb Calhoun             | 18 episodios                                            |
| 2014          | Castle                            | Sr. Harden                | Episodio: "In the Belly of the Beast"                   |
| 2014          | Motive                            | Doug Slater               | Episodio: "For You I Die"                               |
| 2014–2015     | Chicago Fire                      | Tommy Welch               | 7 episodios                                             |
| 2014          | Covert Affairs                    | James Decker              | 3 episodios                                             |
| 2016          | Secrets and Lies                  | Danny Voss                | 10 episodios                                            |
| 2017–presente | S.W.A.T.                          | Dominique Luca            | Reparto principal                                       |